# Trichomycterus naipi
Trichomycterus naipi es una especie de peces de la familia Trichomycteridae en el orden de los Siluriformes.

## Distribución geográfica
Se encuentra en el Brasil.